# 克拉克 (內華達州)
克拉克（英語：Clark）是位於美國內華達州斯托里縣及瓦肖縣的非建制地區。

## 歷史
克拉克的郵局於1912年設立，其後於1919年停運。

## 地理
克拉克所處的海拔為高於海平面1298米（即4259英呎），而該地所採用的時區為UTC-8，即太平洋时区（PST）。同時該地設有夏令時間，為UTC-8調快一小時，即UTC-7（PDT）。